# Dilara Aylin Ziem
Dilara Aylin Ziem (ur. 2002 w Berlinie) – niemiecka aktorka.

## Życiorys
Dilara urodziła się 2002 roku w Berlinie. Jej rodzice mają pochodzenie niemiecko-tureckie.

## Kariera
Już w młodym wieku odkryła swój talent i pasję do aktorstwa. Pasja ta przemieniła się w marzenie zawodowe, gdy w 2012 roku obejrzała adaptację jednej z części serii The Famous Five (niem. Fünf Freunde) autorstwa Enida Blytona. Dilara występowała w przedstawieniach organizowanych przez berlińskie centrum dzieci i młodzieży (niem. Berliner Kinder-, Jugend- und Familienzentrum FEZ). 2017 roku wystąpiła w serii filmów edukacyjnych pt. Die kleine Benimmschule. Rola ta przykuła uwagę niemieckiej aktorki i reżyserki Karoline Herfurth, która zaproponowała Ziem jedną z głównych ról w jej filmie pt. Wunderschön. Film ten powstał w 2019 roku, jednak z powodu pandemii COVID-19 premiera odbyła się 3 lutego 2022 roku.
W 2024 roku Dilara wystąpiła w niemieckim serialu Euphoria, który bazuje na izraelskim serialu o tym samym tytule.

## Filmografia

### Filmy
| Rok  | Tytuł                   | Rola        | Uwaga             | Źr.         |
| ---- | ----------------------- | ----------- | ----------------- | ----------- |
| 2019 | Wunderschön             | Leyla       | Rola główna       | [ 1 ] [ 2 ] |
| 2023 | Weihnachtspäckchen      | Henny Stein | Rola główna       | [ 6 ]       |
| 2024 | Tatort - Siebenschläfer | Lilly-Marie | Rola drugoplanowa | [ 6 ]       |
| 2025 | Wunderschöner           | Leyla       | Rola drugoplanowa | [ 5 ]       |

### Seriale
| Rok  | Tytuł                            | Rola           | Uwaga             | Źr.   |
| ---- | -------------------------------- | -------------- | ----------------- | ----- |
| 2017 | Die kleine Benimmschule          | Esther         | Rola drugoplanowa | [ 6 ] |
| 2022 | Hübsches Gesicht                 | Gigi           | Rola główna       | [ 6 ] |
| 2022 | Großstadtrevier                  | Alina Freut    | Rola drugoplanowa | [ 6 ] |
| 2022 | Fritzie - Der Himmel muss warten | Mira           | Rola drugoplanowa | [ 6 ] |
| 2023 | Notruf Hafenkante                | Kim Sanndmann  | Rola drugoplanowa | [ 6 ] |
| 2023 | Wapo Bodensee                    | Kiara Holm     | Rola drugoplanowa | [ 6 ] |
| 2024 | Euphorie                         | Leyla Kocaoglu | Rola główna       | [ 5 ] |

## Nagrody i nominacje
| Rok  | Ceremonia             | Kategoria        | Produkcja        | Rezultat  | Przypis |
| ---- | --------------------- | ---------------- | ---------------- | --------- | ------- |
| 2023 | BUNTE New Faces Award | Beste Hauptrolle | Hübsches Gesicht | Nominacja | [ 7 ]   |